# Frýdlant nad Ostravicí
Frýdlant nad Ostravicí (in tedesco: Friedland an der Ostrawitza) è una città della Repubblica Ceca, nel distretto di Frýdek-Místek, nella Regione di Moravia-Slesia.